# Samuel Broder

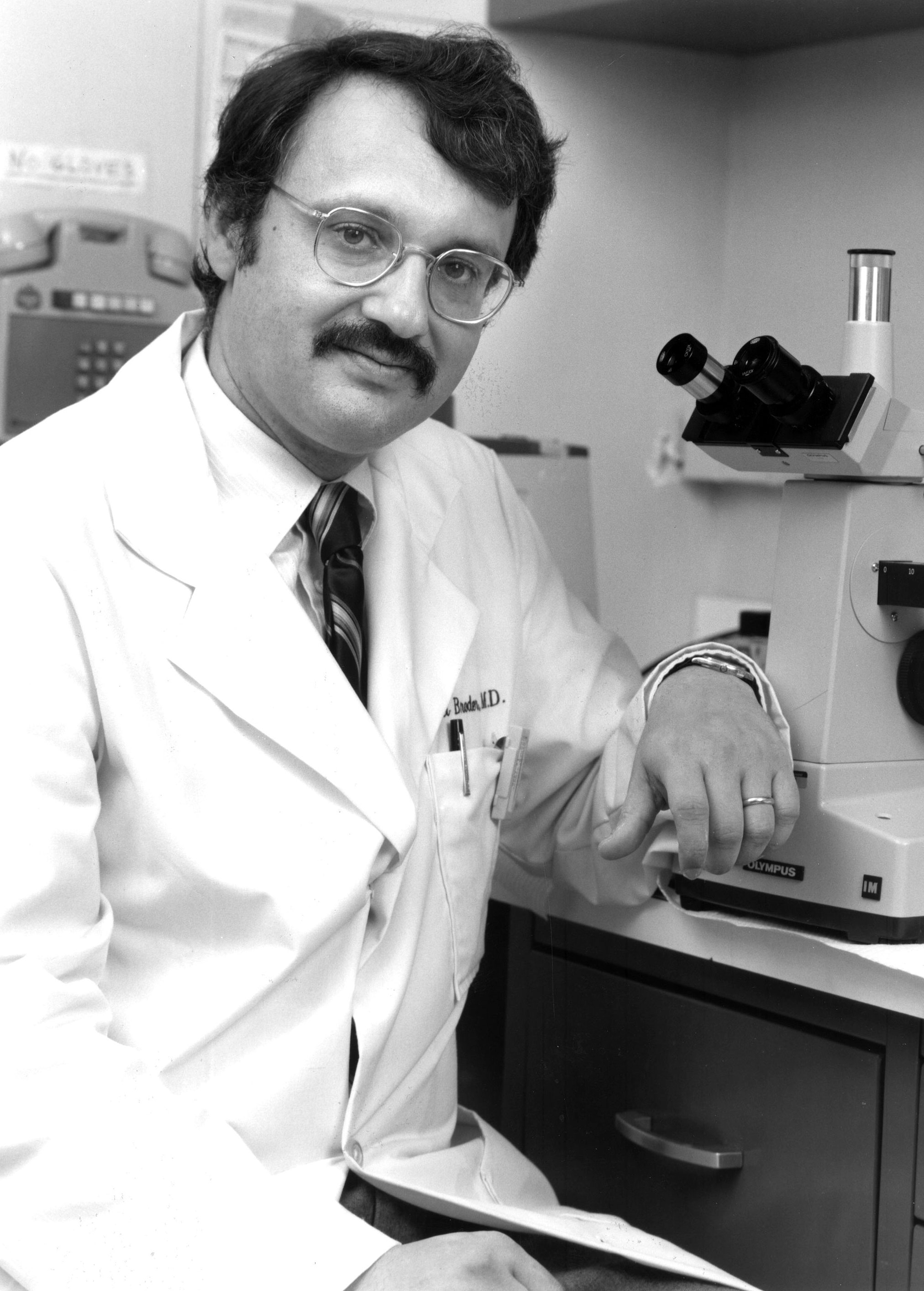
Samuel Broder 1986

Samuel Broder (* 24. Februar 1945) ist ein US-amerikanischer Onkologe und Aidsforscher.
Broder studierte an der University of Michigan mit dem Bachelor-Abschluss 1966 und der Promotion in Medizin (M.D.) 1970. Ab 1972 war er am National Cancer Institute (NCI), zunächst in der Abteilung Stoffwechsel. 1973 erhielt er seine Facharztzulassung in Innerer Medizin und 1977 in Onkologie. 1981 wurde er stellvertretender Direktor des Programms für Klinische Onkologie und 1989 bis 1994 war er der Direktor des NCI. In seiner Zeit erfolgten die klinischen Tests von Paclitaxel als Chemotherapeutikum gegen Krebs. Als Firmen-Partner für die Markteinführung wurde Bristol-Myers Squibb ausgesucht, was 1989 zu Kontroversen führte.
Er war in den 1980er Jahren an der Entwicklung der ersten wirksamen Medikamente gegen Aids beteiligt, Zidovudin (AZT), Didanosin (ddI) und Zalcitabin (ddC). Am NCI hatte man bereits AZT als mögliches Krebs-Therapeutikum entwickelt und testete es nach Ausbruch der Epidemie an Aidspatienten. Das NCI war damals das einzige Institut der National Institutes of Health, das selbstständig Medikamente entwickeln konnte und sprang in schwierigen Bereichen ein, in denen die Pharmaindustrie sich nicht engagieren wollte oder konnte.
1995 wurde er Vizepräsident für Forschung und Chief Scientific Officer der Ivax Corporation in Florida. 1998 wechselte er zu Celera Genomics in Rockville (Maryland), wo er Chief Medical Officer und Executive Vice President war. Danach war er Executive Vice President und Leiter des Gesundheitssektors von Intrexon, bei denen er 2016 in Pension ging.
Er ist Mitglied des Institute of Medicine. 1992 erhielt er den Léopold-Griffuel-Preis und er erhielt den Arthur S. Flemming Award der US-Regierung.